# أول أوف ذا لايتز
أول اوف ذا لاتيز هي أغنية من قبل فنان الهيب هوب الأمريكي كانييه ويست، صدرت في 18 يناير, 2011, كأغنية منفردة رابعة من ألبومه الخامس، ماي بيوتفل دارك تويستد فانتزي (2010). من إنتاج كانييه مع اشتراك عدة أصوات فنانين آخرين، بما في ذلك جون لجند، ذا-دريم، إللي جاكسون، أليشا كيز، فيرغي، كيد كدي، إلتون جون، وريانا.
تلقت الأغنية استقبالاً حسناً من قبل نقاد الموسيقى، الذين أثنوا أسلوب الأغنية بشكل كبير. حققت الأغنية نجاحاً معتدلاً، وصلت إلى المركز الثامن عشر في بيلبورد هوت 100 والمركز الثاني في بيلبورد هوت أغاني آر أند بي/هيب-هوب في الولايات المتحدة، أيضاً حققت مراتب متقدمة في عدة بلدان أخرى. فازت الأغنية بجائزة غرامي في فئة أفضل أغنية راب وأفضل تعاون راب/أداء. اعتباراً من ديسمبر 2011, الأغنية باعت أكثر من 1,561,000 نسخة في الولايات المتحدة.
تم إخراج الفيديو بواسطة المخرج هايب ويليامز، يتضمن الفيديو ريانا وكانييه مع إضاءة قوية، وكذلك مع كيد كدي. قبل بداية الفيديو يتم عرض تحذير لمن لديهم صرع من أجل الإضاءة القوية، من قبل الجمعية الخيرية لمكافحة الصرع. للأشخاص الذين يعانون حساسية من الصرع.

## الجوائز والترشيحات
| السنة | الحفل                          | الفئة                                    | النتيجة |
| ----- | ------------------------------ | ---------------------------------------- | ------- |
| 2011  | جوائز بي إي تي                 | أفضل تعاون                               | رُشِّح     |
| 2011  | جوائز بي إي تي هيب-هوب         | أفضل هيب-هوب فيديو                       | رُشِّح     |
| 2011  | جوائز بي إي تي هيب-هوب         | جائزة إختيار المشاهد                     | رُشِّح     |
| 2011  | جوائز ام تي في للأغاني المصورة | أفضل فيديو لذكر                          | رُشِّح     |
| 2011  | جوائز ام تي في للأغاني المصورة | أفضل تعاون                               | رُشِّح     |
| 2011  | جوائز ام تي في للأغاني المصورة | أفضل هيب-هوب فيديو                       | رُشِّح     |
| 2011  | جوائز ام تي في للأغاني المصورة | أفضل مونتاج في فيديو                     | رُشِّح     |
| 2011  | جوائز سول ترين الموسيقية       | أفضل أغنية هيب-هوب لهذه السنة            | فوز     |
| 2011  | جوائز سول ترين الموسيقية       | أغنية السنة                              | رُشِّح     |
| 2011  | جائزة اختيار المراهقين         | إختيار الموسيقى: أغنية آر أند بي/هيب-هوب | رُشِّح     |
| 2012  | جوائز الغرامي                  | أغنية السنة                              | رُشِّح     |
| 2012  | جوائز الغرامي                  | أفضل أغنية راب                           | فوز     |
| 2012  | جوائز الغرامي                  | أفضل تعاون راب/أداء                      | فوز     |
| 2012  | جوائز أغاني الدانس العالمية    | أفضل أغنية دانس راب/هيب-هوب              | رُشِّح     |

## قائمة أغاني الأغنية المنفردة
- نسخة الألبوم

1. «أول اوف ذا لايتز» – 4:59

## الرسوم البيانية
| المخطط (2011)                       | المركز | المصادر |
| ----------------------------------- | ------ | ------- |
| أستراليا                            | 24     | [ 4 ]   |
| إيربان أستراليا                     | 8      | [ 5 ]   |
| النمسا                              | 68     | [ 6 ]   |
| بلجيكا (فلاندرز)                    | 27     | [ 7 ]   |
| بلجيكا (والونيا)                    | 3      | [ 8 ]   |
| كندا                                | 53     | [ 9 ]   |
| فرنسا                               | 52     | [ 10 ]  |
| بلاك ألمانيا                        | 17     | [ 11 ]  |
| أيرلندا                             | 13     | [ 12 ]  |
| نيوزيلندا                           | 13     | [ 13 ]  |
| إسكتلندا                            | 14     | [ 14 ]  |
| كوريا الجنوبية                      | 22     | [ 15 ]  |
| سويسرا                              | 46     | [ 16 ]  |
| المملكة المتحدة                     | 15     | [ 17 ]  |
| آر أند بي المملكة المتحدة           | 5      | [ 18 ]  |
| بيلبورد هوت 100                     | 18     | [ 19 ]  |
| بيلبورد هوت أغاني آر أند بي/هيب-هوب | 2      | [ 20 ]  |
| بيلبورد أغاني البوب                 | 38     | [ 21 ]  |
| بيلبورد أغاني الراب                 | 2      | [ 22 ]  |

| المخطط (2011)   | المركز | المصادر |
| --------------- | ------ | ------- |
| المملكة المتحدة | 87     | [ 23 ]  |
| بيلبورد هوت 100 | 59     | [ 24 ]  |

## الشهادات
| الدولة           | الشهادات  | المبيعات  | المصادر |
| ---------------- | --------- | --------- | ------- |
| أستراليا         | بلاتينيوم | 70,000    | [ 25 ]  |
| نيوزيلندا        | ذهبي      | 7,500     | [ 26 ]  |
| الولايات المتحدة | بلاتينيوم | 1,000,000 | [ 27 ]  |

## تاريخ الإصدار
| الدولة           | التاريخ         | نوع التحميل                      | المصادر |
| ---------------- | --------------- | -------------------------------- | ------- |
| أستراليا         | 13 ديسمبر, 2010 | كونتيمبوراري هيت، ألتيرنتف راديو | [ 28 ]  |
| الولايات المتحدة | 18 يناير, 2011  | ماين ستريم وريذمك راديو          | [ 29 ]  |
| الولايات المتحدة | 19 فبراير, 2011 | ماين ستريم راديو                 | [ 30 ]  |